# スペル・アストロ
スペル・アストロ（Super Astro、1961年10月1日 - ）は、メキシコ・バハカリフォルニア州ティフアナ出身の覆面レスラー。
義理の兄はレイ・ミステリオ・シニア（WWEで活躍するレイ・ミステリオ・ジュニアの叔父）。
息子のスペル・アストロJr.がデビューし活動中。

## ファイトスタイル
- 小柄で隕石の様なずんぐりとした体からは想像出来ないスピードとテクニックを持つ。（ゴング増刊号「空中戦3」清水勉氏の記事参照）
- 宇宙をモチーフとし、空中で静止した無重力を感じさせる飛び技を得意とし、宇宙遊泳殺法とも言われる。
- 小柄だがバネと筋力が強く、 飛び技はもちろんのこと グラウンド技術や、ルード時はラフ攻撃も得意である。

## 来歴
- 9歳からルチャを学び、1974年5月にブカネロの名でデビュー、1979年からスペル・アストロに改名し。1983年12月にUWA入り。エル・ソラールとウルトラマンとの宇宙をモチーフとしたトリオタッグチーム「ロス・カデテス・デル・エスパシオ」としても活躍する。1991年3月にEMLL、1992年8月にAAA、1993年2月に再びUWAからCMLLと転戦。
- 1999年12月にビジャノ3号にマスク剥ぎマッチ破れ素顔になる。
- かつてはみちのくプロレス、CMLL・JAPAN、IWA・JAPAN、2006年10月に大阪プロレスに来日している。近年ではIWRG、UWEインディーマットを転戦中。
- またタコスやサンドイッチのレストラン経営も行なっている。

## 得意技
- トペ・アトミコ

寝ている状態の相手に高所から前転をしながら、背面を当てる技。アストロは場外で寝た状態の相手ヘ、リング内からトップロープを掴み、その反動で越えて放つ。
- トペ・レベルサ

リング内で背を向けた状態で飛び反りながら後頭部から背中でアタックするトペ・スイシーダ。
アストロはリング上で前転後に跳び上がって放つものや、ロープの反動で跳びあがり、落下しながら宇宙遊泳や彗星のようにぶつかるバージョンもある。
- フライング・ヘッドバッド

ロープの反動を利用し、身体は横を向き斜め40度位の姿勢で静止し、主に場外へマスクに描かれた流星の様に落ちていく。
- 宇宙遊泳技

ロープのパウンドやコーナーから反転して 無重力状態のように静止した姿をして放つ。
- アストロヘッドシザース

- 450℃スプラッシュ

コーナートップ上 から前方に一回転してからのボディプレス。
- 得意ムーブ

バク転・バク宙
その場跳びのバク転。相手の背中からや、ロープを使ってのバク宙。

フエィンタデアギレラ
初代タイガーマスクのロープフェイントと同系。

ステップで翻弄してからの日本で言う欽ちゃんジャンプ。
　トペレベルサを放つと見せ掛けるフェイント。

## エピソード
- 80年代にはメキシコの最優秀空中ファイターを2度受賞（週刊ゴング増刊号「空中戦３」参照）。
- 全盛時は屈んだ相手の背中に飛び乗ってからのバク転など、驚くほどの動きを披露した。
- 週刊ゴング増刊号「空中戦3」ではメキシコ人記者のリカルド・ラレス氏の歴代空中戦士で7位にランキングされている。
- 日本でのIWA・JAPAN八王子マルチパーパスプラザ（現、京王線南大沢駅アウトレットパーク付近）大会にて、
- 入場時は、小柄な姿を見た観客から笑い声も漏れていたが、試合での動きを見て、拍手喝さいに変わったエピソードがある（編集者が目撃）。

## 獲得タイトル
- UWA世界ミドル級王座
- WWA世界ミドル級王座